# Valentine Penrose
Valentine Penrose, née Boué à Mont-de-Marsan (Landes) le 1er janvier 1898 et morte à Chiddingly (Sussex de l'Est, Angleterre) le 7 août 1978, est une romancière, poétesse et artiste plasticienne surréaliste française.

## Biographie
Le 1er janvier 1898 nait à Mont-de-Marsan Marcelle Marthe Marie Valentine Boué, fille du lieutenant Pierre Ange Maxime Boué et de son épouse Jeanne Louise Suzanne Dournic (déclaration en date du 3 janvier). Elle passe son enfance entre Mont-de-Marsan, Agen et Condom.
En 1924, au concours de poésie du Jasmin d'argent d'Agen, Andrée-Valentine Boué remporte la deuxième place avec Pater. L'académicien Marcel Prévost qui préside le jury indique qu'elle « traite […] les règles ordonnées et par Racine et par Hugo avec une liberté un peu licencieuse : mais elle est poète, Elle pense par elle-même ». Il décrit son texte comme d'« allure lyrique, inspirée, ardente […] d'une sensibilité suraiguë ».
Elle épouse en 1925 le poète, peintre et photographe britannique Roland Penrose, l'un des introducteurs du surréalisme en Angleterre. Ils fréquentent les surréalistes parisiens, en particulier Paul Éluard, Max Ernst et Joan Miró.
En 1926, les premiers poèmes de Valentine Penrose sont publiés dans la revue Les Cahiers du Sud.
En 1929, au cours d'un voyage en Égypte, elle rencontre l'archéologue et professeur de philosophie espagnol Vicente Galarza (1881-1938), le comte Galarza de Santa Clara, un maître de l'ésotérisme, et fait plusieurs visites à son ashram en Inde.
Elle fait une apparition dans le film de Luis Buñuel et Salvador Dalí L'Âge d'or en 1930.
Son premier recueil de poèmes, Herbe à la Lune est publié en 1935 ; préfacé par Paul Éluard, celui-ci y souligne « un langage rapide qui échappe à la réflexion, un langage déraisonnable, indispensable ».
En 1936, passionnée pour la philosophie de l'Inde et l'hindouisme, elle quitte son mari pour vivre dans un ashram avec la peintre Alice Rahon, épouse du peintre, sculpteur et philosophe Wolfgang Paalen.
Elle revient en Angleterre en 1939 et rejoint le groupe surréaliste de Londres.
Elle est homologuée comme ayant appartenu aux Forces françaises libres avec le numéro de dossier GR 16 P 78161 au Service historique de la Défense.
Après la guerre, Valentine Penrose partage sa vie entre l'Angleterre, chez Roland Penrose qui s'est remarié avec la photographe Lee Miller, et la France, dans sa famille.
En 1951, elle publie le recueil de poèmes Dons des Féminines qui regroupe 24 poèmes et 27 collages. La première édition du recueil comporte également une eau-forte de Picasso. Les collages de Valentine Penrose mettent la femme comme sujet principal de ses œuvres. Doris Eibl dit du recueil qu'il est « comme une riposte aux fantaisies érotiques souvent violentes du roman-collage ernstien, riposte tardive certes, mais qui est d’autant plus efficace qu’elle s’approprie les stratégies narratives et la technique du collage surréaliste tout en les mettant au service de visions féminines, voire féministes ».
Elle met au premier plan de l'œuvre l'amour lesbien, car le livre raconte la fuite amoureuse de deux femmes et leurs aventures oniriques ensemble. De plus, l’autrice-collagiste fait mention de la ville de Mytilène pour évoquer l'île saphique de Lesbos. Cette référence à l’île de la Méditerranée montre que l’exotisme est un thème important de l’œuvre, mais aussi que Penrose s'inscrit dans la tradition saphique de Renée Vivien, Natalie Barney ou Charles Baudelaire, pour ne nommer que quelques figures emblématiques. 
En 1962, elle publie La Comtesse sanglante, un roman noir sur Erzsébet Báthory, où elle donne libre cours à ses « fantaisies sadiennes » en « accumul[ant] les motifs gothiques : bains de sang, machines à assassiner, tortures raffinées », observe l'essayiste Michel Meurger. Annoncée par Georges Bataille dans son livre Les Larmes d'Éros, la biographie romancée de la « comtesse sanglante » rencontre un succès public et impressionne les surréalistes. En 1971, le cinéaste Peter Sasdy s'en inspire pour son film Comtesse Dracula, avec Ingrid Pitt dans le rôle principal.
Elle meurt le 7 août 1978 en Angleterre à Chiddingly, dans la propriété de son ancien mari Roland Penrose, à Farley Farm.

## Œuvres
- 1926 : Imagerie d'Épinal, poèmes, Marseille, Les Cahiers du Sud ; réédition Brive, Myrddin, 1997
- 1935 : Herbe à la lune, poèmes, préface de Paul Éluard, Paris, éditions GLM[11]
- 1936 : Le Nouveau Candide, avec un frontispice de Wolfgang Paalen, Paris, éd. GLM[12]
- 1937 : Sorts de la lueur, poèmes, avec un frontispice de Wolfgang Paalen, Paris, éd. GLM[13]
- 1937 : Poèmes, Paris, éd. GLM
- 1945 : Martha's opera, roman épistolaire, Paris, éditions Fontaine
- 1951 : Dons des féminines, poèmes et collages, avec une préface de Paul Éluard et une eau-forte de Picasso, Paris, Librairie Les Pas perdus[14]
- 1962 : La Comtesse sanglante, récit, Mercure de France, Paris[15]
- 1972 : Les Magies, poèmes, avec une lithographie de Joan Miró, Paris, éd. Les Mains libres
- 1973 : Tàpies les sources innommées, article paru dans L'Art vivant no 35
- 1997 : Gilles de Rais, Brive, Myrddin, 1997

## Publications posthumes
- Œuvres complètes, Paris, éditions Joëlle Losfeld, 2000
- Écrits d'une femme surréaliste, par Georgiana Colvile, préface d'Antony Penrose, Paris, éd. Joëlle Losfeld, 2001 ; réédition Paris, Gallimard, coll. « Poésie », 2003  (ISBN 2844120911)